# Сидни Толер
Сидни Толер (наст. имя Хупер Джордж Толер младший; 28 апреля 1874, Уорренсберг, Миссури, США — 12 февраля 1947, Беверли-Хиллз, Калифорния, США) — американский актер, драматург и театральный режиссер. Второй европейско-американский актер, сыгравший Чарли Чана на экране, он лучше всего запомнился именно этой ролью, играя Чана в 22 фильмах, снятых между 1938 и 1946 годами. До того, как стать Чарли Чаном, Толер сыграл второстепенные роли в 50 кинофильмах и был высоко оцененным комическим актером на бродвейской сцене.

## Биография

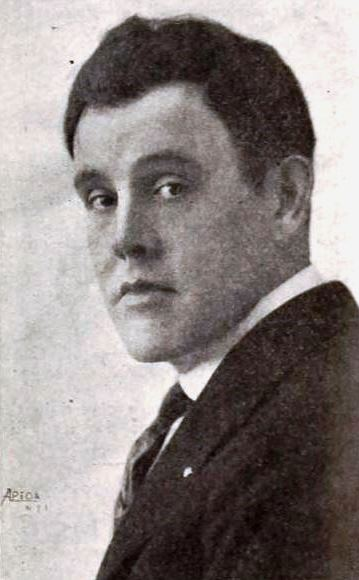
Сидни Толер в 1920 году

### Ранняя жизнь и карьера
Хупер Джордж Толер-младший (англ. Hooper George Toler Jr.), которого с детства звали Сидни Толер, родился 28 апреля 1874 года в Уорренсберге, штат Миссури, в семье Хупера Джорджа Толера старшего (1846-1906) и Сары Дж. Фрейн Толер (англ. Sarah J Frame Toler) (1848-1941); до этого в семье родился Мэтью Фостер Толер (1869-1930). Он проявил ранний интерес к театру, выступая в любительской постановке Тома Сойера в возрасте семи лет. Он оставил университет Канзаса и стал профессиональным актером в 1892 году, играя в мелодраме под названием "The Master Man" в Канзас-Сити. В 1894 году он присоединился к Corse Payton company и гастролировал в течение четырех лет. Его успех в ведущих ролях в Lee Avenue Academy в Бруклине принес приглашение присоединиться к компании Джулии Марлоу. Он гастролировал с ней в течение двух лет, играя герцога Бекингема, когда подобные персонажи в постановках были в моде.
В Бруклине Толер играл ведущие партии с колумбийской театральной компанией и пел баритон с оперной труппой театра "Орфей". В 1903 году он дебютировал на Бродвее в музыкальной комедии "The Office Boy".
В течение следующих девяти лет у Толера были собственные театральные компании в Портленде, штат Мэн, и Галифаксе, Новая Шотландия — в какой-то момент у него было 12 акционерных компаний на руках. Он начал плодотворную карьеру драматурга, написав "The Belle of Richmond", "The Dancing Master", "The House on the Sands" и еще более 70 других пьес. Особый успех имела военная пьеса под названием The Man They Left Behind"", которая ставилась 67 театрами в течение трех месяцев и еще в 18 театрах в течение одной недели.
В 1921 году Paramount Pictures выпустила два фильма по пьесам Толера: "The Bait", адаптированная из "The Tiger Lady", и "A Heart to Let", основанная на "Agatha's Aunt", которую Толер адаптировал из романа Харриет Ламмис-Смит (1866-1947). Три его пьесы были поставлены на Бродвее: "The Golden Days" (1921), в которой играла Хелен Хейз, "The Exile" (1923) и "Ritzy" (1930).
Толер получил известность как актер на бродвейской сцене, работая на Дэвида Беласко (1853—1931) в течение 14 лет. Получил наибольшую популярность в комедийном амплуа, от роли детектива-дворецкого в "On the Hiring Line" (1919) — представление, которое The New York Times назвал «одним из самых комедийных представлений недели» — и за роль Келли Айсмена в "It's a Wise Child" (1929-30).
В 1929 году Толер снял свой первый фильм "Madame X", а в 1931 году , после Бостонской серии "It's a Wise Child", он переехал в Голливуд. Толер играл второстепенные роли в фильмах, включая "White Shoulders" (1931), "Tom Brown of Culver" (1932), "Blonde Venus" (1932), "The Phantom President" (1932), "The World Changes" (1933), "Spitfire" (1934), "Operator 13" (1934), "The Call of the Wild" (1935), "Three Godfathers" (1936), "The Gorgeous Hussy" (1936), "Double Wedding" (1937), "The Mysterious Rider" (1938) и "Law of the Pampas" (1939).

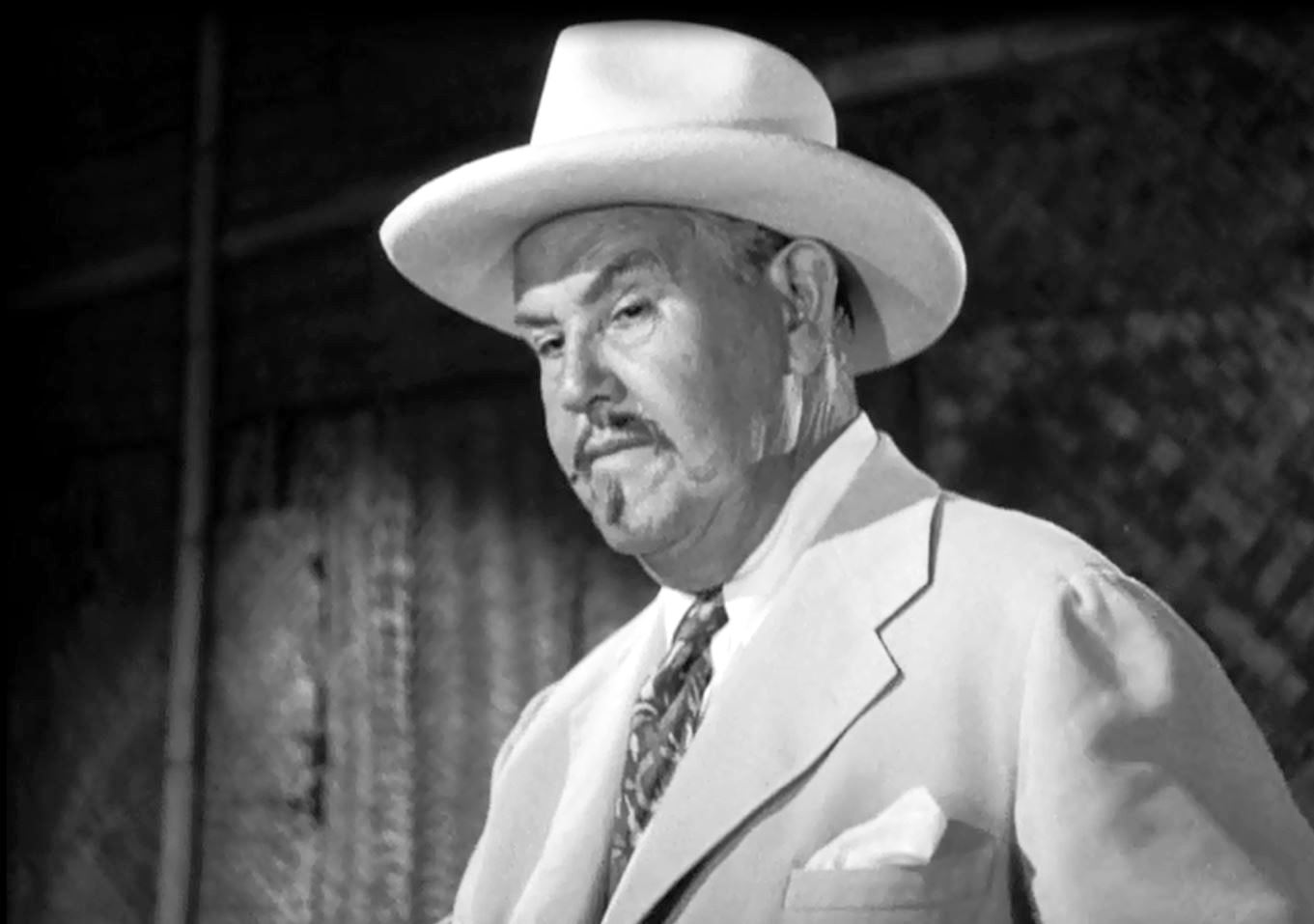
Сидни Толер в роли Чарли Чана в фильме "Dangerous Money" (1946)

### Более поздние годы
К концу 1946 года возраст и болезни стали сказываться на Толере. Во время съемок фильмов "Dangerous Money" (1946) и "Shadows Over Chinatown" (1946) 72-летний Толер был настолько болен, что едва мог ходить. Monogram вернуло в серию "сына номер два" Виктор Сен Юнг, для последних трех фильмов о Чане с Толером, вполне вероятно, чтобы облегчить нагрузку на старом и больном актере. Толер собрал достаточно сил, чтобы закончить свой последний фильм "The Trap", который был снят в июле–августе 1946 года и выпущен в ноябре того же года. (Юнг и Морленд освободили Толера от большей части действий в фильме). интересным фактом является то, что и для Monogram Pictures и 20th Century Fox Толер исполнил Чана в 11 фильмах (итого 22).

### Личная жизнь и смерть
29 августа 1906 года Толер женился на актрисе Вивиан Марстон (урожденная Джозефина Гаспер) (1878-1943) из Бостона, штат Массачусетс. Она умерла в Голливуде в 1943 году после семимесячной болезни. Четыре недели спустя Сидни Толер женился на скульпторе Вере Таттерсолл (1898-1989),актрисе британского происхождения, которая вместе с Толером написала пьесы "Dress Parade" (1929) и "Ritzy" (1930). Их брак продолжался до самой смерти Толера.
Сидни Толер умер 12 февраля 1947 года в своем доме в Лос-Анджелесе от рака кишечника. Monogram продолжил серию о Чарли Чане с актером Роландом Уинтерсом, который исполнил Чана в шести фильмах.

## Чарли Чан

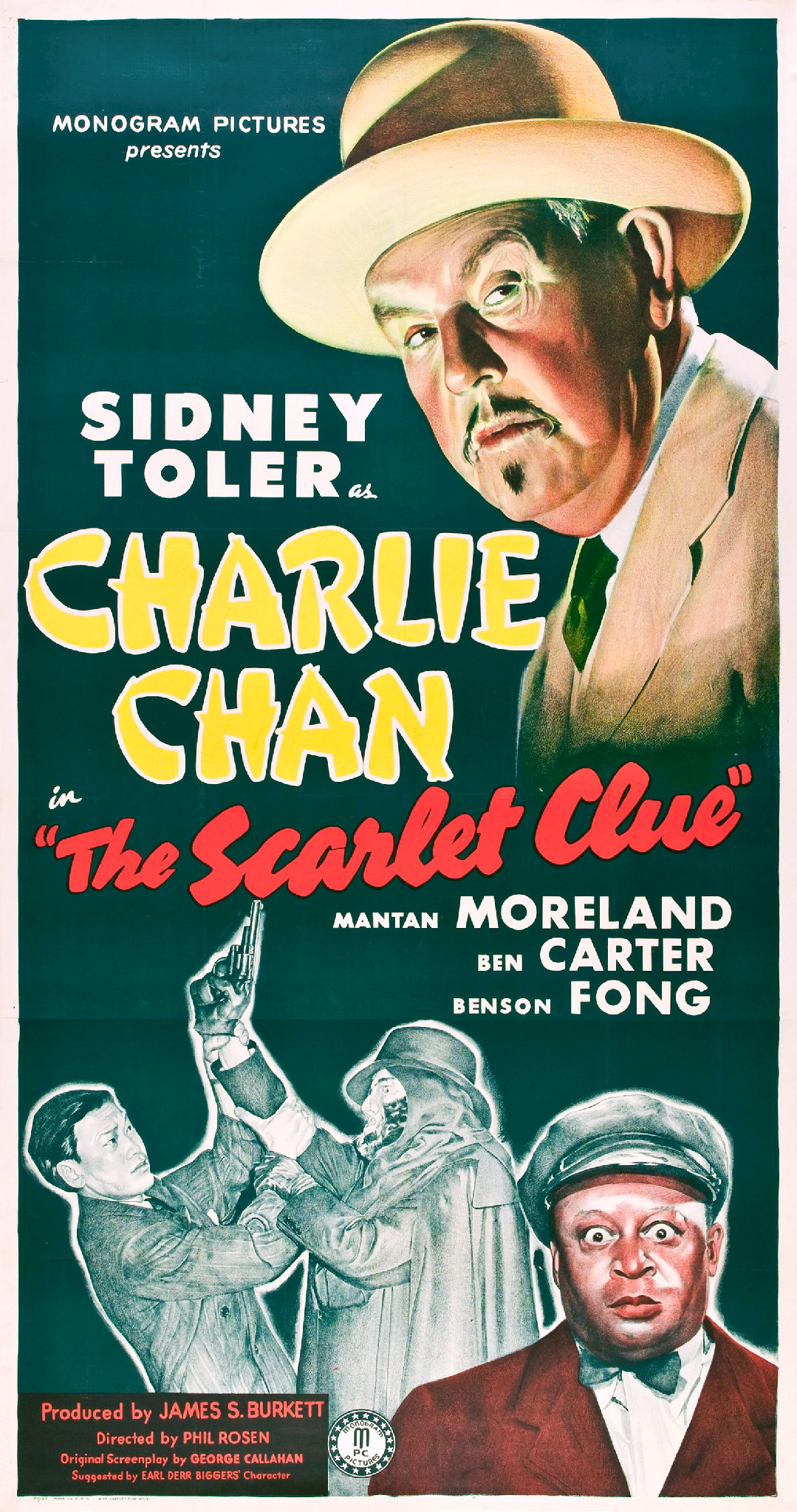
Постер фильма "The Scarlet Clue" (1945). Сидни Толер в роли Чарли Чана.

После смерти Уорнера Оулэнда, 20th Century Fox начал поиски нового Чарли Чана. Тридцать четыре актера посетили пробы, прежде чем студия остановилась на Сидни Толере. 20th Century Fox объявил о своем выборе 18 октября 1938 года, и менее чем через неделю в Гонолулу начались съемки фильма "Charlie Chan in Honolulu", который изначально был написан для Уорнера Оулэнда и Ки Люка. Исполнение Чана Толером было очень хорошо принято. Кроме Толера, в серии 20th Century Fox о Чане появился новый актер. (Виктор) Сен Янг был представлен как сын номер два Джимми, заменяя сына номер один Ли, которого играл Ки Люк.
Толер, вместо того чтобы просто подражать персонажу, изображенному Оулэндом, изображал более острый характер Чана, который хорошо подходило для быстрых изменений времени, как политических, так и культурных. Когда это было необходимо, Чарли Чан демонстрировал явный сарказм, обычно по отношению к своему сыну Джимми (это высмеивалось в фильме-пародии на Золотой век детективного жанра "Ужин с убийством").
За четыре года сотрудничества с 20th Century Fox Толер исполнил Чарли Чана в 11 фильмах, однако в 1942 году , после картиной «Замок в пустыне» Fox завершила серию. Возможно, одним из факторов был крах международного кинорынка в военное время, но главная причина заключалась в том, что Fox сокращала практически все свои малобюджетные кино-сериалы.
Поскольку Fox прекратила снимать фильмы про Чана, Толер выкупил права на киноизображения персонажа Чарли Чана у Элеоноры Биггерс Коул (1887-1976), вдовы создателя Чана, Эрла Дерра Биггерса. Толер надеялся, что если ему удастся найти кого-то для производства новых фильмов с участием Чарли Чана, Fox будет их распространять. Fox отказался, аргументировав это тем, что уже закончил дело с Чаном, но Толер продал право распространения новых фильмов о Чане Monogram Pictures, киностудии с более низким бюджетом. Филип Николаевич (Нед) Красне, голливудский юрист, который инвестировал в кинопроизводство, сотрудничал с Джеймсом С. Буркеттом в производстве монограмм о Чарли Чане
С концом съемок "Charlie Chan in the Secret Service" (1944) последствия ограничения стали очевидными. Производственные показатели не совпадали с таковыми у Fox; бюджеты Monogram, как правило, составляли около 40% от бюджетов Fox. Фильмы постепенно улучшались, начиная с "The Chinese Cat", "The Shanghai Cobra" и "Dark Alibi", часто упоминаемым в качестве фаворитов поклонников Чарли Чана. Снова были внесены изменения в актерский состав: Джимми Сен Юнг был заменен на Бенсона Фонга в качестве третьего сына Томми и Мантан Морленд играл вездесущего и Бирмингема Брауна, который принес комедийный рельеф (и черную аудиторию) в сериал. Фильмы монограммы "Чарли Чан" были прибыльными и успешными; они хвастались хитрыми сценариями со многими неожиданными преступниками и устройствами убийства, а также частыми выступлениями "именных" актеров.

## Фильмография
| Год  | Фильм                                | Оригинальное название                        | Роль                             |
| ---- | ------------------------------------ | -------------------------------------------- | -------------------------------- |
| 1929 | Мадам Икс                            | Madame X                                     | Меривел                          |
| 1929 | Весёлые девяностые, или Неверный муж | The Gay Nineties; or, The Unfaithful Husband |                                  |
| 1929 | В последний момент                   | In the Nick of Time                          |                                  |
| 1930 | Парад Дьявола                        | The Devil's Parade                           |                                  |
| 1931 | Белые плечи                          | White Shoulders                              | Уильям Сотерн                    |
| 1931 | Совершенно бесчестно                 | Strictly Dishonorable                        | Маллиган                         |
| 1932 | Влюблённые назнакомцы                | Strangers in Love                            | Детектив Макфейл                 |
| 1932 | Радиопатруль                         | Radio Patrol                                 | Том Коег                         |
| 1932 | Моё лицо красное?                    | Is My Face Red?                              | Тони Мугатти                     |
| 1932 | Том Браун из Калвера                 | Tom Brown of Culver                          | Майор Уортон                     |
| 1932 | Говори открыто                       | Speak Easily                                 | Театральный режиссёр             |
| 1932 | Блондинка из "Фоллиз"                | Blondie of the Follies                       | Пит                              |
| 1932 | Белокурая Венера                     | Blonde Venus                                 | Детектив Уилсон                  |
| 1932 | Призрачный президент                 | The Phantom President                        | Эйкенхэд                         |
| 1932 | За стойкой                           | Over the Counter                             | мистер Дрейк                     |
| 1932 | Он узнал о женщинах                  | He Learned About Women                       | Уилсон                           |
| 1933 | Скандал на миллиард долларов         | The Billion Dollar Scandal                   | Картер Б. Мур                    |
| 1933 | Король джунглей                      | King of the Jungle                           | Нил Форбс                        |
| 1933 | Малый уголок                         | The Narrow Corner                            |                                  |
| 1933 | Способ любить                        | The Way to Love                              | Пьер                             |
| 1933 | Мир меняется                         | The World Changes                            | Ходженс                          |
| 1934 | Резня                                | Massacre                                     | Томас Шенкс                      |
| 1934 | Тёмная угроза                        | Dark Hazard                                  | Джон Брайт                       |
| 1934 | Злючка                               | Spitfire                                     | Джим Сойер                       |
| 1934 | Медицинская сестра                   | Registered Nurse                             | Фржнки Сильвестри                |
| 1934 | Труба звучит                         | The Trumpet Blows                            | Пепе Санчо                       |
| 1934 | Криминальный мир                     | Upperworld                                   | Моран                            |
| 1934 | Оператор 13                          | Operator 13                                  | Майор Аллан Пинкертон            |
| 1934 | А вот и жених                        | Here Comes the Groom                         | Лейтенант, детектив Уивер        |
| 1935 | Роман на Манхэттене                  | Romance in Manhattan                         | Сержант полиции                  |
| 1935 | Отважный молодой человек             | The Daring Young Man                         | Охранник Палмер                  |
| 1935 | Шампанское на завтрак                | Champagne for Breakfast                      | Судья                            |
| 1935 | Орхидеи для вас                      | Orchids to You                               | Ник Корсини                      |
| 1935 | Зов предков                          | The Call of the Wild                         | Джо Гроггинс                     |
| 1935 | Такова жизнь                         | This Is the Life                             | Профессор Лефкадио Ф. Брекенридж |
| 1936 | Три крёстных отца                    | Three Godfathers                             | Профессор Снейп                  |
| 1936 | Песня о любви                        | Give Us This Night                           | Первый карабинер                 |
| 1936 | Великолепная нахалка                 | The Gorgeous Hussy                           | Дэниел Уэбстер                   |
| 1936 | Наши отношения                       | Our Relations                                | Капитан корабля                  |
| 1936 | Самая длинная ночь                   | The Longest Night                            | Капитан Холт                     |
| 1937 | Та самая женщина                     | That Certain Woman                           | Детектив Нили                    |
| 1937 | Двойная свадьба                      | Double Wedding                               | Кеог                             |
| 1938 | Золото там, где его найдёшь          | Gold Is Where You Find It                    | Харрисон Маккуи                  |
| 1938 | Широко открытые лица                 | Wide Open Faces                              | Шериф                            |
| 1938 | Одна дикая ночь                      | One Wild Night                               | Лоутон                           |
| 1938 | Таинственный всадник                 | The Mysterious Rider                         | Фрости Килберн                   |
| 1938 | Если бы я был королём                | If I Were King                               | Робин Терджис                    |
| 1938 | Вверх по реке                        | Up the River                                 | Джеффри Митчелл                  |
| 1938 | Чарли Чан в Гонолулу                 | Charlie Chan in Honolulu                     | Чарли Чан                        |
| 1939 | Лишённый лицензии                    | Disbarred                                    | Г. Л. "Марди" Мардин             |
| 1939 | Король Китайского квартала           | King of Chinatown                            | Доктор Чанг Линг                 |
| 1939 | Парень из Кокомо                     | The Kid from Kokomo                          | Судья Бронсон                    |
| 1939 | Чарли Чан в Рино                     | Charlie Chan in Reno                         | Чарли Чан                        |
| 1939 | Наследие пустыни                     | Heritage of the Desert                       | Ноузи                            |
| 1939 | Чарли Чан на Острове сокровищ        | Charlie Chan at Treasure Island              | Чарли Чан                        |
| 1939 | Закон пампасов                       | Law of the Pampas                            | Фернандо Рамирес                 |
| 1939 | Город тьмы                           | City in Darkness                             | Чарли Чан                        |
| 1940 | Чарли Чан в Панаме                   | Charlie Chan in Panama                       | Чарли Чан                        |
| 1940 | Смертельный круиз Чарли Чана         | Charlie Chan's Murder Cruise                 | Чарли Чан                        |
| 1940 | Чарли Чан в музее восковых фигур     | Charlie Chan at the Wax Museum               | Чарли Чан                        |
| 1940 | Убийство над Нью-Йорком              | Murder Over New York                         | Чарли Чан                        |
| 1941 | Мертвецы рассказывают                | Dead Men Tell                                | Чарли Чан                        |
| 1941 | Чарли Чан в Рио                      | Charlie Chan in Rio                          | Чарли Чан                        |
| 1942 | Замок в пустыне                      | Castle in the Desert                         | Чарли Чан                        |
| 1942 | Памятная ночь                        | A Night to Remember                          | Инспектор Хэнкинс                |
| 1943 | Приключения Улыбающегося Джека       | The Adventures of Smilin' Jack               | Генерал Кай Линг                 |
| 1943 | Остров забытых грехов                | Isle of Forgotten Sins                       | Кроган                           |
| 1943 | Белый дикарь                         | White Savage                                 | Вонг                             |
| 1944 | Чарли Чан на секретной службе        | Charlie Chan in the Secret Service           | Чарли Чан                        |
| 1944 | Китайский кот                        | The Chinese Cat                              | Чарли Чан                        |
| 1944 | Чёрная магия                         | Black Magic                                  | Чарли Чан                        |
| 1945 | Нефритовая маска                     | The Jade Mask                                | Чарли Чан                        |
| 1945 | Оно в сумке                          | It's in the Bag!                             | Детектив Салли                   |
| 1945 | Алый ключ                            | The Scarlet Clue                             | Чарли Чан                        |
| 1945 | Шанхайская кобра                     | The Shanghai Cobra                           | Чарли Чан                        |
| 1946 | Красный дракон                       | The Red Dragon                               | Чарли Чан                        |
| 1946 | Тёмное алиби                         | Dark Alibi                                   | Чарли Чан                        |
| 1946 | Тени над Китайским кварталом         | Shadows Over Chinatown                       | Чарли Чан                        |
| 1946 | Опасные деньги                       | Dangerous Money                              | Чарли Чан                        |
| 1946 | Ловушка                              | The Trap                                     | Чарли Чан                        |